# Strugari (Bacău)
Pour les articles homonymes, voir Strugari.
Strugari est une commune du județ de Bacău en Roumanie.